# De Vier Tamboers
De Vier Tamboers is een Nederlands oorlogsmonument in Zevenaar op het Raadhuisplein ter nagedachtenis van de burgerslachtoffers in de Tweede Wereldoorlog. Het monument is ontworpen door de beeldhouwer Ubbo Scheffer en is in 1961 onthuld.

## Voorgeschiedenis
Het monument staat op de plaats waar eerst het stamhuis van de familie Van Nispen tot Pannerden was. Dit is de familie waar de toenmalige burgemeester van Zevenaar vandaan komt, jhr. Antoine van Nispen tot Pannerden. Dit huis is in de oorlog verwoest door de Duitsers. Tijdens de bezetting zijn er in de gemeente Zevenaar burgerslachtoffers gevallen en zijn meerdere plekken in de gemeente gebombardeerd. Ook moesten de burgers die in Babberich, Oud-Zevenaar en Ooy woonden in februari 1945 evacueren. Meerdere gebouwen zijn door de Duitsers vernietigd, waaronder in de omgeving van het ziekenhuis en in het centrum van Zevenaar, tussen 12 februari en 3 april 1945. Patiënten van het ziekenhuis en inwoners van het bejaardenhuis werden geëvacueerd. Zevenaar werd op 3 april 1945 bevrijd door de Canadese militairen.

## Geschiedenis
Na de bevrijding van Zevenaar in 1945 wilde het ‘Comité ter oprichting van een oorlogsgedenkteken’ een gedenkteken stichten als herinnering aan de bezetting. Ter nagedachtenis van de burgers die tijdens de bezetting zijn omgekomen ging het comité geld inzamelen om een monument te stichten. Ze stelden dit uit totdat het nieuwe Raadhuis af was. In de tussentijd werd er een voorlopig gedenkteken geplaatst.
Op 13 maart 1959 werd door het comité dat inmiddels een andere naam had, ‘Comité voor de oprichting van een bevrijdingsmonument te Zevenaar’, de opdracht voor een ontwerp voor het monument aan de Heelsumse beeldende kunstenaar Ubbo Scheffer gegeven. Het monument werd op 20 september 1961 onthuld en overgedragen als geschenk van de Zevenaarse bevolking aan de gemeente Zevenaar.
Met toestemming van de familie van de kunstenaar Scheffer is eind april 2017 een gedenkplaat aan het monument toegevoegd. De tekst hierop luidt: ‘In vrijheid en verbondenheid gedenken wij allen die vielen voor de vrede’. Elk jaar wordt de dodenherdenking in Zevenaar bij dit monument gehouden.

## Vormgeving

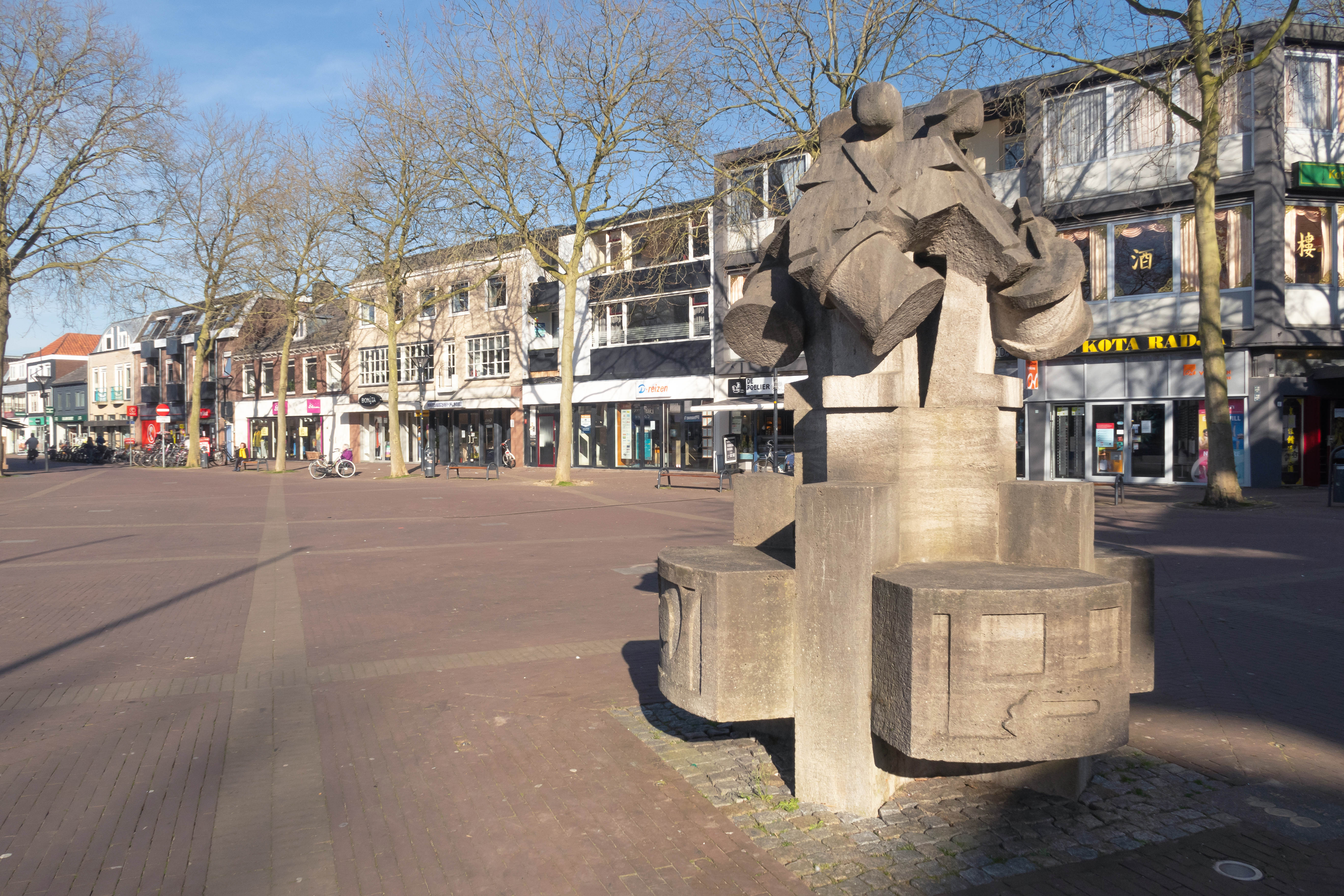
Oorlogsmonument de Vier Tamboers

Het monument is gemaakt van witte natuursteen en staat aan de zuidzijde van het Raadhuisplein. Het is 3 en een half meter hoog, 2 meter breed en 2 meter diep. Het beeld staat op een sokkel waarvan de vorm een kruis is en waarbij de hoeken opgevuld zijn door zwevende zitbanken. Op de sokkel is een reliëf en de signatuur ‘UBBO’ aangebracht. Op de sokkel staan vier tamboers die met hun ruggen naar elkaar toe staan in de vier windrichtingen.
Het gedenkstuk beeldt vier trommelaars, ‘tamboers’, af die staan voor de vier schutterijen in de gemeente Zevenaar. De reden hiervoor is dat alle burgers die omgekomen zijn bij de bezetting lid waren van een van deze schutterijen. De vier schutterijen van Zevenaar zijn: Schuttersvereniging Sint Anna (Oud-Zevenaar), Schuttersgilde Sint Jan (Babberich), Schutterij Eendracht Maakt Macht (Ooy) en Schutterij Sint Andreas (’t Grieth-Zevenaar). De vier tamboers spelen in de vier windrichtingen waarmee ze overal de vrijheid laten klinken.

## Trivia
Met het Oral History Project voor het monument de Vier Tamboers probeert Erfgoed Gelderland meer betekenis te geven aan het monument door persoonlijke verhalen over het bombardement te verzamelen.